# Igłoszpon
Igłoszpon (Euoticus) – rodzaj ssaków z podrodziny Galaginae w obrębie rodziny galagowatych (Galagidae).

## Rozmieszczenie geograficzne
Rodzaj obejmuje gatunki występujące w Afryce.

## Morfologia
Długość ciała 16–23 cm, ogona 26–32 cm; masa ciała 200–360 g.

## Systematyka
Rodzaj zdefiniował w 1863 roku angielski zoolog John Edward Gray w artykule poświęconym przeglądowi systematycznemu lemuro-podobnych zwierząt z opisem kilku nowych gatunków, opublikowanym w czasopiśmie Proceedings of the Zoological Society of London. Gatunkiem typowym jest (oznaczenie monotypowe) igłoszpon szary (E. pallidus).

### Etymologia
Euoticus: gr. ευ eu ‘dobrze’; ώτίκος ōtikos ‘z uchem’.

### Podział systematyczny
Do rodzaju należą następujące gatunki:
| Grafika | Gatunek              | Autor i rok opisu | Nazwa zwyczajowa | Podgatunki         | Rozmieszczenie geograficzne | Podstawowe wymiary                      | Status IUCN |
| ------- | -------------------- | ----------------- | ---------------- | ------------------ | --- | --------------------------------------- | ----------- |
|         | Euoticus pallidus    | (J.E. Gray, 1863) | igłoszpon szary  | 2 podgatunki       | wyspa Bioko (Gwinea Równikowa), rozproszone populacje między rzeką Niger (południowo-wschodnia Nigeria) a rzeką Sanaga (zachodni Kamerun); zakres wysokości: do 1600 m n.p.m.                                     | DC: 16–20 cm DO: 28–32 cm MC: 200–260 g | NT          |
|         | Euoticus elegantulus | (Le Conte, 1857)  | igłoszpon lisi   | gatunek monotypowy | pierwotne obszary leśne Kamerunu (na południe od rzeki Sanaga), Gwinei Równikowej, Gabonu, Konga i Demokratycznej Republiki Konga (na północ od rzek Kongo i Ubangi); prawdopodobnie Republika Środkowoafrykańska | DC: 19–23 cm DO: 26–32 cm MC: 270–360 g | LC          |

Kategorie IUCN:  LC  – gatunek najmniejszej troski,  NT  – gatunek bliski zagrożenia.